# قائمة حلقات اختلال ضال
اختلال ضال أو التحول للسوء هو مسلسل جريمة درامي أمريكي من تأليف وإنتاج فينس غيليغان. تم تصويره وإنتاجه في مدينة ألباكركي، نيومكسيكو. اختلال ضال يحكي قصة والتر وايت (براين كرانستون)، معلم مادة الكيمياء في إحدى المدارس الثانوية، والذي يتم تشخيصه بأنه مصاب بمرض سرطان الرئة غير القابل للعلاج في بداية المسلسل؛ فيلتفت بذلك إلى عالم الجريمة، وبالتحديد إنتاج وبيع الميثامفيتامين، بهدف تأمين المستقبل المادي لعائلته قبل رحيله، متعاوناً مع أحد طلابه السابقين جيسي بينكمان (آرون بول).

## نظرة عامة حول المسلسل
| الموسم | الموسم | الحلقات | تاريخ البث الأصلي | تاريخ البث الأصلي | تاريخ إصدار أقراص دي في دي | تاريخ إصدار أقراص دي في دي | تاريخ إصدار أقراص دي في دي | تاريخ إصدار أقراص بلو راي | تاريخ إصدار أقراص بلو راي | تاريخ إصدار أقراص بلو راي |
| الموسم | الموسم | الحلقات | بداية الموسم      | نهاية الموسم      | المنطقة 1                  | المنطقة 2                  | المنطقة 4                  | المنطقة A                 | المنطقة B                 |                           |
| ------ | ------ | ------- | ----------------- | ----------------- | -------------------------- | -------------------------- | -------------------------- | ------------------------- | ------------------------- | ------------------------- |
|        | 1      | 7       | 20 يناير 2008     | 9 مارس 2008       | 24 فبراير 2009             | 14 ديسمبر 2009             | 8 يوليو 2009               | 16 مارس 2010              | 2 نوفمبر 2011             |                           |
|        | 2      | 13      | 8 مارس 2009       | 31 مايو 2009      | 16 مارس 2010               | 26 يوليو 2010              | 8 فبراير 2010              | 16 مارس 2010              | 2 نوفمبر 2011             |                           |
|        | 3      | 13      | 21 مارس 2010      | 13 يونيو 2010     | 7 يونيو 2011               | 19 مايو 2011               | 24 نوفمبر 2010             | 7 يونيو 2011              | 2 نوفمبر 2011             |                           |
|        | 4      | 13      | 17 يوليو 2011     | 9 أكتوبر 2011     | 5 يونيو 2012               | 22 مارس 2012               | 28 مارس 2012               | 5 يونيو 2012              | 13 يونيو 2012             |                           |
|        | 5 (ج1) | 8       | 15 يوليو 2012     | 2 سبتمبر 2012     | 4 يونيو 2013               | 3 يونيو 2013               | 6 يونيو 2013               | 4 يونيو 2013              | 3 يونيو 2013              |                           |
|        | 5 (ج2) | 8       | 11 أغسطس 2013     | 29 سبتمبر 2013    | 26 نوفمبر 2013             | 25 نوفمبر 2013             | 28 نوفمبر 2013             | 26 نوفمبر 2013            | 25 نوفمبر 2013            |                           |

## قائمة الحلقات

### الموسم الأول (2008)
| ترتيب الحلقة في المسلسل | ترتيب الحلقة في الموسم | العنوان                                                 | إخراج         | كتابة        | تاريخ البث الأصلي | المشاهدين في أمريكا (بالملايين) |
| ----------------------- | ---------------------- | ------------------------------------------------------- | ------------- | ------------ | ----------------- | ------------------------------- |
| 1                       | 1                      | «Pilot (بايلوت)»                                        | فينس غيليغان  | فينس غيليغان | 20 يناير 2008     | 1.41                            |
| 2                       | 2                      | «Cat's in the Bag... (القطة في الحقيبة...)»             | آدم بيرنستاين | فينس غيليغان | 27 يناير 2008     | 1.49                            |
| 3                       | 3                      | «...And the Bag's in the River (... والحقيبة في النهر)» | آدم بيرنستاين | فينس غيليغان | 10 فبراير 2008    | 1.08                            |
| 4                       | 4                      | «Cancer Man (رجل السرطان)»                              | جيم مكاي      | فينس غيليغان | 17 فبراير 2008    | 1.09                            |
| 5                       | 5                      | «Gray Matter (المادة الرمادية)»                         | تريشيا بروك   | باتي لين     | 24 فبراير 2008    | 0.97                            |
| 6                       | 6                      | «Crazy Handful of Nothin' (بطاقات مجنونة لا قيمة لها)»  | برونوين هيوز  | جورج ماستراز | 2 مارس 2008       | 1.07                            |
| 7                       | 7                      | «A No-Rough-Stuff-Type Deal (صفقة سلمية)»               | تيم هنتر      | بيتر غولد    | 9 مارس 2008       | 1.50                            |

### الموسم الثاني (2009)
| ترتيب الحلقة في المسلسل | ترتيب الحلقة في الموسم | العنوان                                     | إخراج          | كتابة                   | تاريخ البث الأصلي | المشاهدين في أمريكا (بالملايين) |
| ----------------------- | ---------------------- | ------------------------------------------- | -------------- | ----------------------- | ----------------- | ------------------------------- |
| 8                       | 1                      | «Seven Thirty-Seven (سبعمائة وسبع وثلاثون)» | براين كرانستون | ج. روبرتس               | 8 مارس 2009       | 1.66                            |
| 9                       | 2                      | «Grilled (مُعذَّب)»                            | تشارلز هايد    | جورج ماستراز            | 15 مارس 2009      | 1.60                            |
| 10                      | 3                      | «Bit by a Dead Bee (لُدغ من نحلة ميتة)»      | تيري ماكدونو   | بيتر غولد               | 22 مارس 2009      | 1.13                            |
| 11                      | 4                      | «Down (الحضيض)»                             | جون داهل       | سام كاتلين              | 29 مارس 2009      | 1.29                            |
| 12                      | 5                      | «Breakage (المقدار المخصوم)»                | يوهان رينك     | مويرا والي-بيكت         | 5 أبريل 2009      | 1.21                            |
| 13                      | 6                      | «Peekaboo (أغمض وافتح)»                     | بيتر ميداك     | ج. روبرتس وفينس غيليغان | 12 أبريل 2009     | 1.41                            |
| 14                      | 7                      | «Negro y Azul (أسود وأزرق)»                 | فيليكس الكالا  | جون شبان                | 19 أبريل 2009     | 1.20                            |
| 15                      | 8                      | «Better Call Saul (من الأفضل الاتصال بسول)» | تيري ماكدونو   | بيتر غولد               | 26 أبريل 2009     | 1.04                            |
| 16                      | 9                      | «4 Days Out (أربع أيام في الخارج)»          | ميشيل ماكلارين | سام كاتلين              | 3 مايو 2009       | 1.27                            |
| 17                      | 10                     | «Over (انتهى)»                              | فيل ابراهام    | مورا والي-باكيت         | 10 مايو 2009      | 1.19                            |
| 18                      | 11                     | «Mandala (ماندالا)»                         | آدم بيرنستاين  | جورج ماستراز            | 17 مايو 2009      | 1.29                            |
| 19                      | 12                     | «Phoenix (فينيكس)»                          | كولن باكسي     | جون شيبان               | 24 مايو 2009      | 1.19                            |
| 20                      | 13                     | «ABQ (ألباكركي)»                            | آدم بيرنستاين  | فينس غيليغان            | 31 مايو 2009      | 1.50                            |

### الموسم الثالث (2010)
| ترتيب الحلقة في المسلسل | ترتيب الحلقة في الموسم | العنوان                              | إخراج          | كتابة                       | تاريخ البث الأصلي | المشاهدين في أمريكا (بالملايين) |
| ----------------------- | ---------------------- | ------------------------------------ | -------------- | --------------------------- | ----------------- | ------------------------------- |
| 21                      | 1                      | «No Más (لا مزيد)»                   | براين كرانستون | فينس غيليغان                | 21 مارس 2010      | 1.95                            |
| 22                      | 2                      | «Caballo sin Nombre (لا اسم للحصان)» | آدم بيرنستاين  | بيتر غولد                   | 28 مارس 2010      | 1.55                            |
| 23                      | 3                      | «I.F.T. (ل.ض.ت)»                     | ميشيل ماكلارين | جورج ماستراز                | 4 أبريل 2010      | 1.33                            |
| 24                      | 4                      | «Green Light (الضوء الأخضر)»         | سكوت واينانت   | سام كاتلين                  | 11 أبريل 2010     | 1.46                            |
| 25                      | 5                      | «Más (المزيد)»                       | يوهان رينك     | مويرا والي-بيكت             | 18 أبريل 2010     | 1.61                            |
| 26                      | 6                      | «Sunset (المغيب)»                    | جون شبان       | جون شيبان                   | 25 أبريل 2010     | 1.64                            |
| 27                      | 7                      | «One Minute (دقيقة واحدة)»           | ميشيل ماكلارين | توماس شنوز                  | 2 مايو 2010       | 1.52                            |
| 28                      | 8                      | «I See You (أني أراك)»               | كولن باكسي     | جينيفر هاتشيسون             | 9 مايو 2010       | 1.78                            |
| 29                      | 9                      | «Kafkaesque (كابوس)»                 | مايكل سلوفيس   | بيتر غولد وجورج ماستراز     | 16 مايو 2010      | 1.61                            |
| 30                      | 10                     | «Fly (ذبابة)»                        | ريان جونسون    | سام كاتلين ومورا والي-باكيت | 23 مايو 2010      | 1.20                            |
| 31                      | 11                     | «Abiquiu (أبيكوو)»                   | ميشيل ماكلارين | جون شيبان وتوماس شنوز       | 30 مايو 2010      | 1.32                            |
| 32                      | 12                     | «Half Measures (نصف فعل)»            | آدم بيرنستاين  | سام كاتلين وبيتر غولد       | 6 يونيو 2010      | 1.19                            |
| 33                      | 13                     | «Full Measure (فعل كامل)»            | فينس غيليغان   | فينس غيليغان                | 13 يونيو 2010     | 1.56                            |

### الموسم الرابع (2011)
| ترتيب الحلقة في المسلسل | ترتيب الحلقة في الموسم | العنوان                                            | إخراج          | كتابة                       | تاريخ البث الأصلي | المشاهدين في أمريكا (بالملايين) |
| ----------------------- | ---------------------- | -------------------------------------------------- | -------------- | --------------------------- | ----------------- | ------------------------------- |
| 34                      | 1                      | «Box Cutter (قاطع الصندوق)»                        | آدم بيرنستاين  | فينس غيليغان                | 17 يوليو 2011     | 2.58                            |
| 35                      | 2                      | «Thirty-Eight Snub (ثمانية وثلاثون قصير السبطانة)» | ميشيل ماكلارين | جورج ماستراز                | 24 يوليو 2011     | 1.97                            |
| 36                      | 3                      | «Open House (منزل مفتوح)»                          | ديفيد سليد     | سام كاتلين                  | 31 يوليو 2011     | 1.71                            |
| 37                      | 4                      | «Bullet Points (نقاط مهمة)»                        | كولن باكسي     | مويرا والي-بيكت             | 7 أغسطس 2011      | 1.83                            |
| 38                      | 5                      | «Shotgun (بُندقية)»                                 | ميشيل ماكلارين | توماس شنوز                  | 14 أغسطس 2011     | 1.75                            |
| 39                      | 6                      | «Cornered (مُحاصر)»                                 | مايكل سلوفيس   | جينيفر هاتشيسون             | 21 أغسطس 2011     | 1.67                            |
| 40                      | 7                      | «Problem Dog (كلب سبّاب للمشاكل)»                   | بيتر غولد      | بيتر غولد                   | 28 أغسطس 2011     | 1.91                            |
| 41                      | 8                      | «Hermanos (الإخوة)»                                | يوهان رينك     | سام كاتلين وجورج ماستراز    | 4 سبتمبر 2011     | 1.98                            |
| 42                      | 9                      | «Bug (جهاز تنصت)»                                  | تيري ماكدونو   | مورا والي-باكيت وتوماس شنوز | 11 سبتمبر 2011    | 1.89                            |
| 43                      | 10                     | «Salud (بصحتك)»                                    | ميشيل ماكلارين | بيتر غولد وجينيفر هاتشيسون  | 18 سبتمبر 2011    | 1.80                            |
| 44                      | 11                     | «Crawl Space (مساحة ضيقة)»                         | سكوت واينانت   | جورج ماستراز وسام كاتلين    | 25 سبتمبر 2011    | 1.55                            |
| 45                      | 12                     | «End Times (الأوقات الأخيرة)»                      | فينس غيليغان   | توماس شنوز ومورا والي-باكيت | 2 أكتوبر 2011     | 1.73                            |
| 46                      | 13                     | «Face Off (المواجهة)»                              | فينس غيليغان   | فينس غيليغان                | 9 أكتوبر 2011     | 1.90                            |

### الموسم الخامس (2012–13)
| ترتيب الحلقة في المسلسل | ترتيب الحلقة في الموسم | العنوان                               | إخراج          | كتابة           | تاريخ البث الأصلي | المشاهدين في أمريكا (بالملايين) |
| الجزء الأول             |                        |                                       |                |                 |                   |                                 |
| ----------------------- | ---------------------- | ------------------------------------- | -------------- | --------------- | ----------------- | ------------------------------- |
| 47                      | 1                      | «Live Free or Die (عش حراً أو مُت)»     | مايكل سلوفيس   | فينس غيليغان    | 15 يوليو 2012     | 2.93                            |
| 48                      | 2                      | «Madrigal (مادريغال)»                 | ميشيل ماكلارين | فينس غيليغان    | 22 يوليو 2012     | 2.29                            |
| 49                      | 3                      | «Hazard Pay (بَدل مخاطر)»              | آدم بيرنستاين  | بيتر غولد       | 29 يوليو 2012     | 2.20                            |
| 50                      | 4                      | «Fifty-One (واحد وخمسين)»             | ريان جونسون    | سام كاتلين      | 5 أغسطس 2012      | 2.29                            |
| 51                      | 5                      | «Dead Freight (حمولة ميتة)»           | جورج ماستراز   | جورج ماستراز    | 12 أغسطس 2012     | 2.48                            |
| 52                      | 6                      | «Buyout (بيع الحصص)»                  | كولن باكسي     | جينيفر هاتشيسون | 19 أغسطس 2012     | 2.81                            |
| 53                      | 7                      | «Say My Name (قل اسمي)»               | توماس شنوز     | توماس شنوز      | 26 أغسطس 2012     | 2.98                            |
| 54                      | 8                      | «Gliding Over All (تندرج على الجميع)» | ميشيل ماكلارين | مويرا والي-بيكت | 2 سبتمبر 2012     | 2.78                            |
| الجزء الثاني            |                        |                                       |                |                 |                   |                                 |
| 55                      | 9                      | «Blood Money (مال ملطخ بالدماء)»      | براين كرانستون | بيتر غولد       | 11 أغسطس 2013     | 5.92                            |
| 56                      | 10                     | «Buried (مدفون)»                      | ميشيل ماكلارين | توماس شنوز      | 18 أغسطس 2013     | 4.77                            |
| 57                      | 11                     | «Confessions (إعترافات)»              | مايكل سلوفيس   | جينيفر هاتشيسون | 25 أغسطس 2013     | 4.85                            |
| 58                      | 12                     | «Rabid Dog (كلب مسعور)»               | سام كاتلين     | سام كاتلين      | 1 سبتمبر 2013     | 4.41                            |
| 59                      | 13                     | «To'hajiilee (توهاجيلي)»              | ميشيل ماكلارين | جورج ماستراز    | 8 سبتمبر 2013     | 5.11                            |
| 60                      | 14                     | «Ozymandias (أوزيماندياس)»            | ريان جونسون    | مورا والي-باكيت | 15 سبتمبر 2013    | 6.37                            |
| 61                      | 15                     | «Granite State (ولاية الغرانيت)»      | بيتر غولد      | بيتر غولد       | 22 سبتمبر 2013    | 6.58                            |
| 62                      | 16                     | «Felina (فيلينا)»                     | فينس غيليغان   | فينس غيليغان    | 29 سبتمبر 2013    | 10.28                           |

## حلقات ويب
| الترتيب | العنوان                                             | إخراج     | كتابة           | تاريخ البث الأصلي |
| ------- | --------------------------------------------------- | --------- | --------------- | ----------------- |
| 1       | «Good Cop / Bad Cop (الشرطي القاسي / الشرطي الطيب)» | جون شبان  | سوزان بوتس      | 17 فبراير 2009    |
| 2       | «Wedding Day (يوم الزفاف)»                          | جون شيبان | كيت باورز       | 17 فبراير 2009    |
| 3       | «TwaüghtHammër (فرقة توات هامر)»                    | جون شيبان | جينيفر هاتشيسون | 17 فبراير 2009    |
| 4       | «Marie's Confession (إعتراف ماري)»                  | جون شيبان | فينس غيليغان    | 17 فبراير 2009    |
| 5       | «The Break-In (الإقتحام)»                           | جون شيبان | جينيفر هاتشيسون | 17 فبراير 2009    |

## التقييمات
| الموسم | الموسم | رقم الحلقة | رقم الحلقة | رقم الحلقة | رقم الحلقة | رقم الحلقة | رقم الحلقة | رقم الحلقة | رقم الحلقة | رقم الحلقة | رقم الحلقة | رقم الحلقة | رقم الحلقة | رقم الحلقة | المتوسط |
| الموسم | الموسم | 1          | 2          | 3          | 4          | 5          | 6          | 7          | 8          | 9          | 10         | 11         | 12         | 13         | المتوسط |
| ------ | ------ | ---------- | ---------- | ---------- | ---------- | ---------- | ---------- | ---------- | ---------- | ---------- | ---------- | ---------- | ---------- | ---------- | ------- |
|        | 1      | 1.41       | 1.49       | 1.08       | 1.09       | 0.97       | 1.07       | 1.50       | غ/م        | غ/م        | غ/م        | غ/م        | غ/م        | غ/م        | 1.23    |
|        | 2      | 1.66       | 1.60       | 1.13       | 1.29       | 1.21       | 1.41       | 1.20       | 1.04       | 1.27       | 1.19       | 1.29       | 1.19       | 1.50       | 1.30    |
|        | 3      | 1.95       | 1.55       | 1.33       | 1.46       | 1.61       | 1.64       | 1.52       | 1.78       | 1.61       | 1.20       | 1.32       | 1.19       | 1.56       | 1.52    |
|        | 4      | 2.58       | 1.97       | 1.71       | 1.83       | 1.75       | 1.67       | 1.91       | 1.98       | 1.89       | 1.80       | 1.55       | 1.73       | 1.90       | 1.87    |
|        | 5 (ج1) | 2.93       | 2.29       | 2.20       | 2.29       | 2.48       | 2.81       | 2.98       | 2.78       | غ/م        | غ/م        | غ/م        | غ/م        | غ/م        | 2.60    |
|        | 5 (ج2) | 5.92       | 4.77       | 4.85       | 4.41       | 5.11       | 6.37       | 6.58       | 10.28      | غ/م        | غ/م        | غ/م        | غ/م        | غ/م        | 6.04    |